# Jacques-François Le Boys des Guays
Jacques-François, chevalier Le Boys des Guais, alias « des Guays » (Montargis (Orléanais), 7 décembre 1740 – Bléneau (Yonne), 18 mars 1832), est un magistrat et homme politique français des XVIIIe et XIXe siècles.

## Biographie
Jacques-François Le Boys des Guays est né à Montargis le 7 décembre 1740, fils de Jacques-François Le Boys des Guays, seigneur des Guays, avocat en Parlement, conseiller du Roi, lieutenant particulier assesseur criminel aux Bailliage, Siège Présidial et Prévôté de Montargis, conseiller de S.A.S. le Duc d’Orléans, 1er prince du Sang, et de Marguerite-Blanche Ozon. 
Il épousa à Montargis le 15 mai 1764 sa cousine Barbe-Louise-Elisabeth Ozon, dont il eut au moins 5 enfants. 
Il est conseiller du roi Louis XVI et son lieutenant particulier au bailliage de Montargis, quand il est élu, le 18 mars 1789, député du tiers du bailliage de Montargis aux États généraux, par 44 voix (72 votants).
Le 2 janvier 1791, il proteste contre la formule de serment de l'évêque de Clermont, parle sur l'avancement des militaires députés, et sur un placard demandant l'abolition de la royauté. Quelque temps après, il répond à la dénonciation de Goupil et prend la parole pour accuser les Jacobins de tendre au renversement de la monarchie. La session de l'Assemblée constituante terminée, il rentre dans sa famille.
Il ne reparaît aux affaires qu'en l'an VIII (1799), en qualité de commissaire du gouvernement près la cour criminelle de l'Yonne, il est fait légionnaire le 25 prairial an XII puis chevalier de l'Empire le 18 juin 1809. 
Jacques-François Le Boys des Guays n'est pas compris dans la réorganisation des tribunaux de 1811.
L'ex-procureur impérial est nommé membre du collège électoral de Joigny par décret du 30 mai 1815.

## Récapitulatifs

### Titre
- Chevalier Le Boys des Guays et de l'Empire à la suite du décret du 17 messidor an XII le nommant membre de la Légion d'honneur, lettres patentes signées à Schœnbrunn (Autriche) le 18 juin 1809[6].

### Décorations
| Officier de la Légion d'honneur |

- Légionnaire (25 prairial an XII : 14 juin 1804)[5] ;

### Armoiries
| Image | Armoiries |
| ----- | --- |
|       | Armes du chevalier Le Boys des Guays et de l'Empire De sable, à l'agneau pascal d'argent tenant une croisette d'argent au pennon du même chargée d'une croix surmontée de trois étoiles en fasce, le tout de sable ; bordure de gueules au tiers de l'écu au signe des chevaliers posé au second point en chef,. - Livrées : les couleurs de l'écu. |